# Gamal al-Banna
Gamal al-Banna (ägyptisch-Arabisch für Jamal al-Banna, arabisch جمال البنا Dschamal al-Banna, DMG Ǧamāl al-Bannā; * 15. Dezember 1920 in Mahmudiyya; † 30. Januar 2013) war ein ägyptischer Islam-Gelehrter, Publizist und Gewerkschafter. Er schrieb über 100 Bücher zu religiösen, politischen und gewerkschaftlichen Themen. Er lebte und arbeitete in Kairo. Gamal al-Banna war der jüngste Bruder von Hassan al-Banna (1906–1949) und der Großonkel des bekannten Schweizer Islamwissenschaftlers Tariq Ramadan.

## Positionen
Gamal al-Banna vertrat eine rationalistische, humanistische, egalitäre, feministische, anti-autoritäre, liberale und laizistische Islam-Interpretation. Als politischer Denker und sozialreformerischer Aktivist vertrat er eine anti-kapitalistische Position und versuchte, die europäischen Prinzipien von Demokratie und Sozialismus mit dem Islam zu verbinden. In seinem Buch al-barnamadj al-islami – Das islamische Programm schreibt Gamal al-Banna 1991, als das Ende des Kalten Krieges sichtbar geworden war, in der Einleitung (Eine zerrissene Welt, S. 6–8; Deutsch von Andreas Meier):

„Der Zusammenbruch des Marxismus bedeutet nicht, dass der Kapitalismus Erfolg haben wird. Vielmehr bedeutet er, dass die Fehler des Marxismus größer gewesen sind als die Fehler des Kapitalismus. […] Die meisten Menschen vergessen, dass der Islam zu einer Zeit erschienen ist als die Welt unter zwei großen Staaten aufgeteilt war, die ihr beide demütige Unterwerfung, Klassenherrschaft und die Regierung der Tyrannen auferlegten. Beide versagten den Massen des Volkes die grundlegendsten Prinzipien der Gerechtigkeit und ließen sie in finsterer Armut und Unwissenheit; beladen mit den zermürbenden Lasten der Zwangsarbeit, die ihnen weder Zeit, noch Gesundheit noch Gelegenheit zu Besinnung und Nachdenken ließen. Beide setzten Cäsaren und Chosroes als Götter ein, die das Recht über Leben und Tod besaßen. Da kam der Islam, beendete diese Systeme und zerstörte sie: Das Klassensystem mit seinen elitären Schranken und seinen Sackgassen ersetzte er durch die allgemeine Gleichheit des Volkes, die höchsten Ränge oder die Schichten der Noblen durch die Deklaration der absoluten Gleichwertigkeit zwischen den Menschen insgesamt, ohne Unterschied zwischen schwarz und weiß, männlich und weiblich, reich und arm, niedrig und edel. […] Diese neue Gabe lag nicht in dem, was er in Bezug auf Gebet oder Fasten offenbart hat, denn die kultischen Gebote sind in allen Religionen vertreten. Das Neue sind vielmehr der Freiheitsgeist, die Prinzipien der Gerechtigkeit und der Gleichheit, die der Islam aufglänzen ließ. Der Islam ist heute aufgerufen, diese Rolle ein zweites Mal zu erfüllen.“

## Islamische Wiedererweckung
Gamal al-Banna wollte mit seiner rationalistischen Islam-Interpretation den unverfälschten Islam des Koran und des Gesandten Mohammed erläutern. Diese progressive Interpretation des Islams sah er im Gegensatz zu reaktionären Versionen des Islams, die durch die Jahrhunderte über von Scharia-Juristen (fuqaha) festgelegt beziehungsweise verfälscht worden seien. Mit seinem Aufruf zur islamischen Wiedererweckung (al-ihya` al-islami) wollte er die Muslime dazu ermuntern, sich nicht auf die althergebrachten Meinungen zu verlassen, sondern mit Hilfe des Korans und der Vernunft ihre eigenen Meinungen zu bilden. Während Gamal al-Banna den Koran als authentisches Wort Gottes betrachtete, kritisierte er, dass viele Hadithe (Überlieferungen über die Aussagen und Taten des Gesandten Mohammed) offensichtlich gefälscht seien und man deshalb nur jenem Teil der Sunna (Propheten-Tradition) vertrauen solle, der dem Koran und der Vernunft nicht widerspricht.

## Humanismus und soziale Gerechtigkeit
Ein wichtiges Merkmal in Gamal al-Bannas Denken ist die am Koran orientierte soziale Gerechtigkeit. Jahrzehntelang in der Arbeiter- und Gewerkschaftsbewegung engagiert, war er Gewerkschaftsfunktionär in der Textilbranche und gründete 1953 die Ägyptische Organisation für Strafgefangenenhilfe. Gamal al-Banna lehrte 30 Jahre lang (1963–93) am gewerkschaftlichen Cairo Institute of Trade-Union Studies. 1981 gründete er den Internationalen Islamischen Arbeiter-Bund (International Islamic Confederation of Labor) und wurde ihr erster Präsident. Typischerweise trug er einen grauen Anzug im Mao-Look, was seine kapitalismuskritische und egalitäre Haltung zur Darstellung brachte. Gemäß Gamal al-Banna ist der Islam anti-kapitalistisch: Er ist nicht nur gegen die historische Sklaverei, also die soziale Versklavung von Menschen, sondern auch gegen ihre ökonomische Versklavung, also die wirtschaftliche Ausbeutung und Knechtung. Gamal al-Banna lehnte harte Strafen ab, wie beispielsweise die Todesstrafe für Apostaten, und engagierte sich gegen die Diskriminierung von Frauen und religiösen Minderheiten, etwa der koptischen Christen in Ägypten.

## Egalitarismus und Feminismus
Nach Gamal al-Bannas Ansicht gibt der Islam Frauen und Männern dieselben Rechte und Pflichten, und ein guter Muslim betrachte alle Menschen als gleichwertig, egal welcher Religion sie angehören. Bezüglich der Stellung der Frau im Islam sieht al-Banna keinen Grund, warum eine Muslima im Gebet nicht die Rolle des Imams (Vorbeters) übernehmen sollte, also als Imamin fungieren sollte. Während der traditionelle Islam der Juristen die Frauenrechte stark einschränke, wollte der ursprüngliche Islam seiner Ansicht nach die Frauen befreien.
In Ägypten setzte sich al-Banna für die Verständigung zwischen der muslimischen Mehrheit und der koptisch-christlichen Minderheit ein.
Als antiautoritärer Denker ist Gamal al-Banna ein Gegner des religiösen Establishments; in Ägypten bedeutete dies vor allem eine ständige Konfrontation mit der staatshörigen und tendenziell konservativen al-Azhar-Universität. Gamal al-Banna glaubte, dass jeder Muslim für sich selbst denken müsse und niemand, weder Politiker noch Religionsführer noch irgendein Individuum das Recht habe, jemand anderem etwas vorzuschreiben in der Religion. Für konservative und fundamentalistische Muslime beging Gamal al-Banna jedes Mal einen Tabubruch, wenn er sich nicht an die Urteile von Theologen hielt, die bei seinen Gegnern als unanfechtbare Autoritäten galten (zum Beispiel asch-Schafii und andere). Die muslimischen Vorfahren könnten zwar Vorbilder sein, doch ihrem Beispiel müsse nicht gefolgt werden.
In politischer Hinsicht betrachtete er den Staat als notwendiges Übel, dessen Macht die Gesellschaft so weit wie möglich reduzieren müsse, um den Machtmissbrauch möglichst klein zu halten. Gamal al-Banna wird gelegentlich einem islamisch verstandenen demokratischen Sozialismus zugeordnet.

## Liberalismus
Für Gamal al-Banna darf das (religiöse) Denken keinerlei Beschränkungen unterliegen. Die Freiheit sei ein Selbstwert, und Tabus sollte es nicht geben im Bereich der Meinungsfreiheit. Dies umfasst ebenfalls, dass ein Muslim die Religion wechseln darf. Es gebe keinen Zwang im Glauben, der nur eine persönliche Angelegenheit zwischen einem selbst und Gott sei. Gamal al-Banna fordert die Befreiung der Frau von den Fesseln der Scharia-Juristen. Obwohl Gamal al-Banna davon überzeugt ist, dass das Tragen des Kopftuchs (hidjab) keine religiöse Pflicht für die Frau ist, will er die Frauen in ihrer Glaubensausübung nicht einschränken. Wer es tragen will, soll es tragen.

## Ablehnung des Konzepts eines islamischen Staats
Gamal al-Banna trat gegen den islamischen Staat ein, „da Religion nicht den politischen Spielregeln gehorcht“: "There cannot be a civil state with an Islamic reference... since religion is not adept at using politics" („Es kann kein ziviles Staatswesen geben mit einem Rückbezug auf den Islam, weil Religion nicht dafür geschaffen ist, in der Politik angewandt zu werden.“)
Der Titel eines einschlägigen Werkes von 2003 drückt es wohl am besten aus: Der Islam ist Religion und Gemeinschaft und nicht Religion und Staat. Der arabische Begriff ´almaniyya (Säkularismus) hat für viele Muttersprachler eine religionsfeindliche Konnotation, dementsprechend vermied Gamal al-Banna ihn und betrachtet sich als islami ("islamisch" bzw. "Islamist"), was zu Missverständnissen führen kann.

## Medien
Gamal al-Banna trat häufig in ägyptischen und anderen arabischen Fernsehsendungen auf, wo er sich Fragen und Diskussionen stellte. In den ägyptischen Medien galt Gamal al-Banna als Querdenker, der mit seinen für viele oft unbequemen Meinungen aneckte. Im Sommer/Ramadan 2006 beispielsweise sagte er, dass der Islam das Rauchen gar nicht verbiete und dass Muslime sogar tagsüber im Ramadan, also zur Fastenzeit, rauchen dürften. Er begründete sein Urteil damit, dass es zur Prophetenzeit im 7. Jhd. n. Chr. keine Zigaretten gab und der Koran und der Gesandte Mohammed das Rauchen nicht ausdrücklich verbieten. In einer anderen Diskussion sagte er, dass das Küssen und Umarmen nicht zur Unzucht (zina) gehört, die manche Religionsleute als Straftat betrachten.

## Schriften
- Das islamische Programm, in Andreas Meier, Hg.: Der politische Auftrag des Islam. Programme und Kritik zwischen Fundamentalismus und Reformen. Originalstimmen aus der islamischen Welt. Peter Hammer Verlag, Wuppertal 1994 ISBN 3-87294-616-1 S. 280–287
  - wieder als, dsb. Hg.: Politische Strömungen im modernen Islam. Quellen und Kommentare. Bundeszentrale für politische Bildung, BpB, Bonn 1995 ISBN 3-89331-239-0; sowie Peter Hammer, Wuppertal 1995 ISBN 3-87294-724-9, S. 98–102.[23]
- al-islam din wa umma wa laisa din wa daula (Der Islam ist Religion und Gemeinschaft und nicht Religion und Staat). dar al-fikr al-islami, Kairo 2003.
- da´wa al-ihya` al-islami (Aufruf zur islamischen Wiedererweckung). dar al-fikr al-islami, Kairo 2005.
- ikhwani al-aqbat (Meine koptischen Geschwister). dar al-fikr al-islami, Kairo 2006.
- al-mar`a al-muslima baina tahrir al-qur`an wa taqjid al-fuqaha` (Die muslimische Frau zwischen ihrer Befreiung durch den Koran und ihrer Fesselung durch die Scharia-Juristen). dar al-fikr al-islami, Kairo 2002.
- tathwir al-qur`an (Die Revolutionierung des Korans). dar al-fikr al-islami, Kairo 2000.
- matlabuna al-awwal huwa: al-hurriyya (Unsere erste Forderung ist: die Freiheit). dar al-fikr al-islami, Kairo 2000.
- tafnid da´wa hadd ar-ridda (Widerlegung der Forderung der Apostasie-Strafe). dar asch-schuruq. Kairo, 2008.
- al-hijab (Das Kopftuch). dar al-fikr al-islami, Kairo 2002.